# Adele Marion Fielde
Adele Marion Fielde (née Adelia Field), née le 30 mars 1839 et morte le 23 février 1916, était une militante sociale, une missionnaire baptiste, une scientifique, une sinologue et une femme de lettres,.
Elle est née à East Rodman, dans l'État de New York, et est la fille de Leighton Field et Sophia Field. Elle fut diplômée de l'Université d'État de New York à Albany en 1860.
En 1894, après l'échec de l'amendement de la constitution de l'État de New York pour le droit de vote des femmes, Adele M. Fielde fut l'une des six suffragettes qui fondèrent la League for Political Education (en).

## Publications
Ses œuvres complètes sont en cours de réédition chez Palala Press.
- A corner of Cathay: studies from life among the Chinese, New York, Macmillan and Co., 1894 (lire en ligne), rééd. Animedia C|ompany, 2013, Palala Press, 2016,
- Pagoda shadows : studies from life in China, Boston, W.G. Corthell, 1885 (lire en ligne), rééd. Theclassics.Us, 2013,
- Parliamentary procedure; a compendium of its rules compiled from the latest and highest authorities, for the use of students and for the guidance of officers and members of clubs, societies, boards, committees, and all deliberative bodies, Seattle, WA, Helen N. Stevens, 1914 (lire en ligne),
- A pronouncing and defining dictionary of the Swatow dialect, arranged according to syllables and tones, Shanghai, American Presbyterian Mission Press, 1883 (lire en ligne), rééd. Ganesha Publishing, 2007,
- First Lessons in the Swatow Dialect, Swatow, Swatow Printing Office Company, 1878 (lire en ligne)
- A Political Primer of New York State and City: The City Under the Greater New York Charter, rééd.  Palala Press, 2015,
- Chinese Nights' Entertainment: Forty Stories Told by Almond-Eyed Folk Actors in the Romance of the Strayed Arrow, rééd. Palala Press, 2016,
- Power of Recognition Among Ants, rééd.  Palala Press, 2015,
- Chinese Nights' Entertainment, rééd. Palala Press, 2016,